# 층밀림힘

전단력은 상단에서는 한 방향으로 작용하고 하단에서는 반대 방향으로 작용하여 전단 변형을 일으킨다.

강체의 여러 지점에서 반대 방향으로 작용하는 평행 전단력으로 인해 강체에 균열이나 찢어짐이 발생할 수 있다. 힘이 서로 정렬되면 강체가 찢어지거나 깨지지 않고 방향에 따라 강체가 늘어나거나 짧아질 것이다.

고체 역학에서 층밀림힘(shear force, shearing force, 전단력(剪斷力))은 강체의 한 부분에 특정 방향으로 작용하고 신체의 다른 부분에 반대 방향으로 작용하는 정렬되지 않은 힘이다. 힘이 동일선상(collinear, 공선점)에 있을 때(서로 정렬됨) 이를 인장력(tension force) 또는 압축력(compression force)이라고 한다. 전단력은 평면으로 정의할 수도 있다. "평면이 강체를 통과하는 경우 이 평면을 따라 작용하는 힘을 층밀림힘이라고 한다."

## 같이 보기
- 층밀림(shearing, 전단)
- 변형력(stress, 응력)
- 층밀림 변형력(shear stress, 전단 응력)
- 층밀림 비율(shear rate, 전단율)